# نافانرا
نافانرا (بالإنجليزية: Nafaanra)‏ هي لغة منتشرة بالشمال الغرب لدولة غانا وشرق مدينة بوندوكو بساحل العاج.